# 日本聖公会熊谷聖パウロ教会
日本聖公会熊谷聖パウロ教会（にほんせいこうかいくまがやせいパウロきょうかい）は、登録有形文化財(建造物)に登録されている埼玉県熊谷市に所在する日本聖公会の教会(礼拝堂)である。本項では同敷地内に建築されており同じく登録有形文化財として登録されている教会門についても述べる。

## 沿革
1882年（明治15年）に熊谷での伝道を開始し、1885年（明治18年）に、日本における聖公会の草創期の牧師である田井正一らによる説教会が開かれた。
建物は、1919年（大正8年）に、ウィリアム・ウィルソンの設計により建てられた総レンガ造りで、主教のジョン・マキムによって聖別された。1223年（大正12年）の関東大震災や第二次世界大戦終戦前夜、1945年（昭和20年）の熊谷空襲にも耐えて、現在に当時の姿を残している。
付属幼稚園は1908年（明治41年）に開園し、1991年（平成3年）に83年の歴史に幕を閉じた。

## 建築

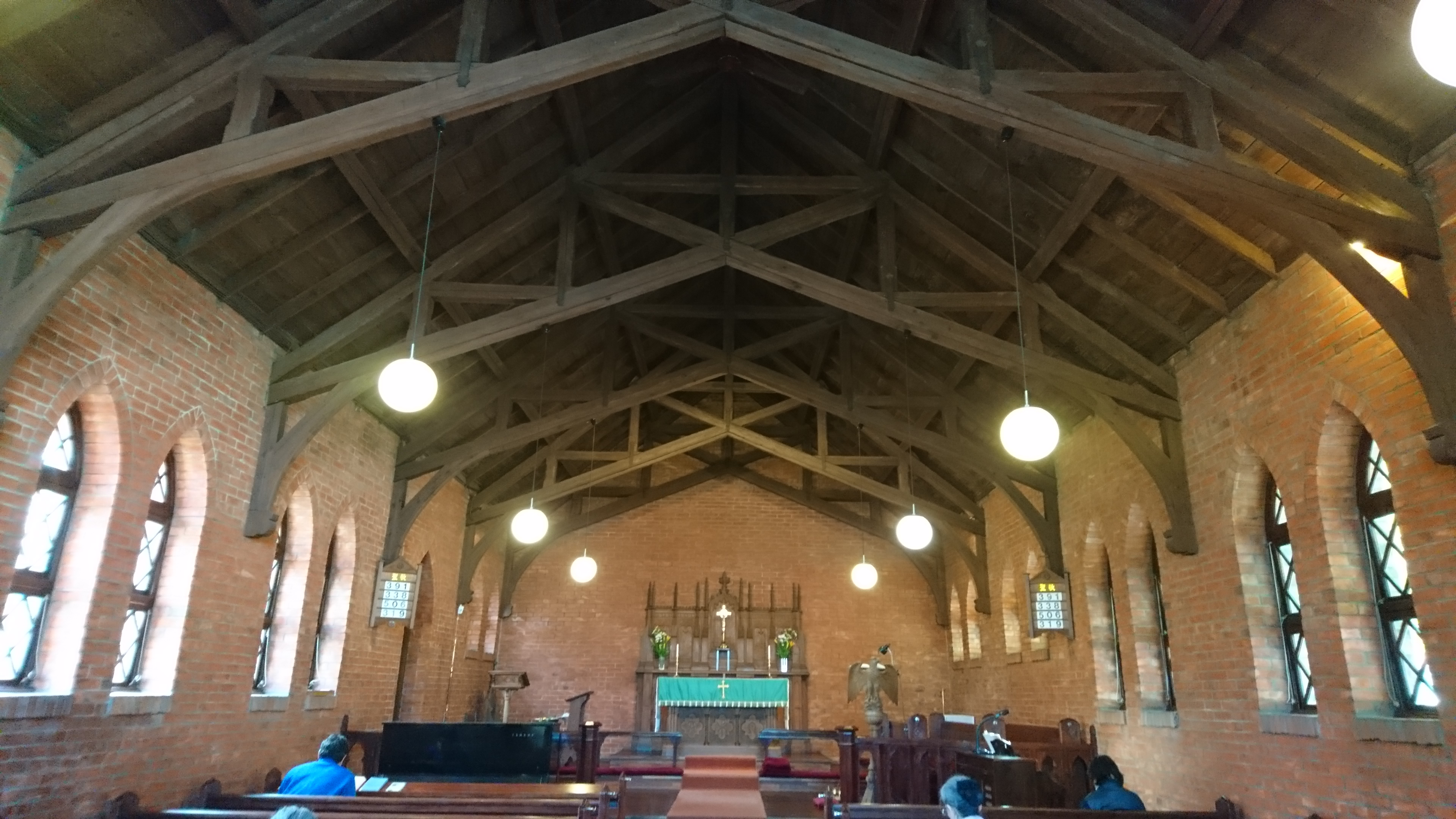
教会内部

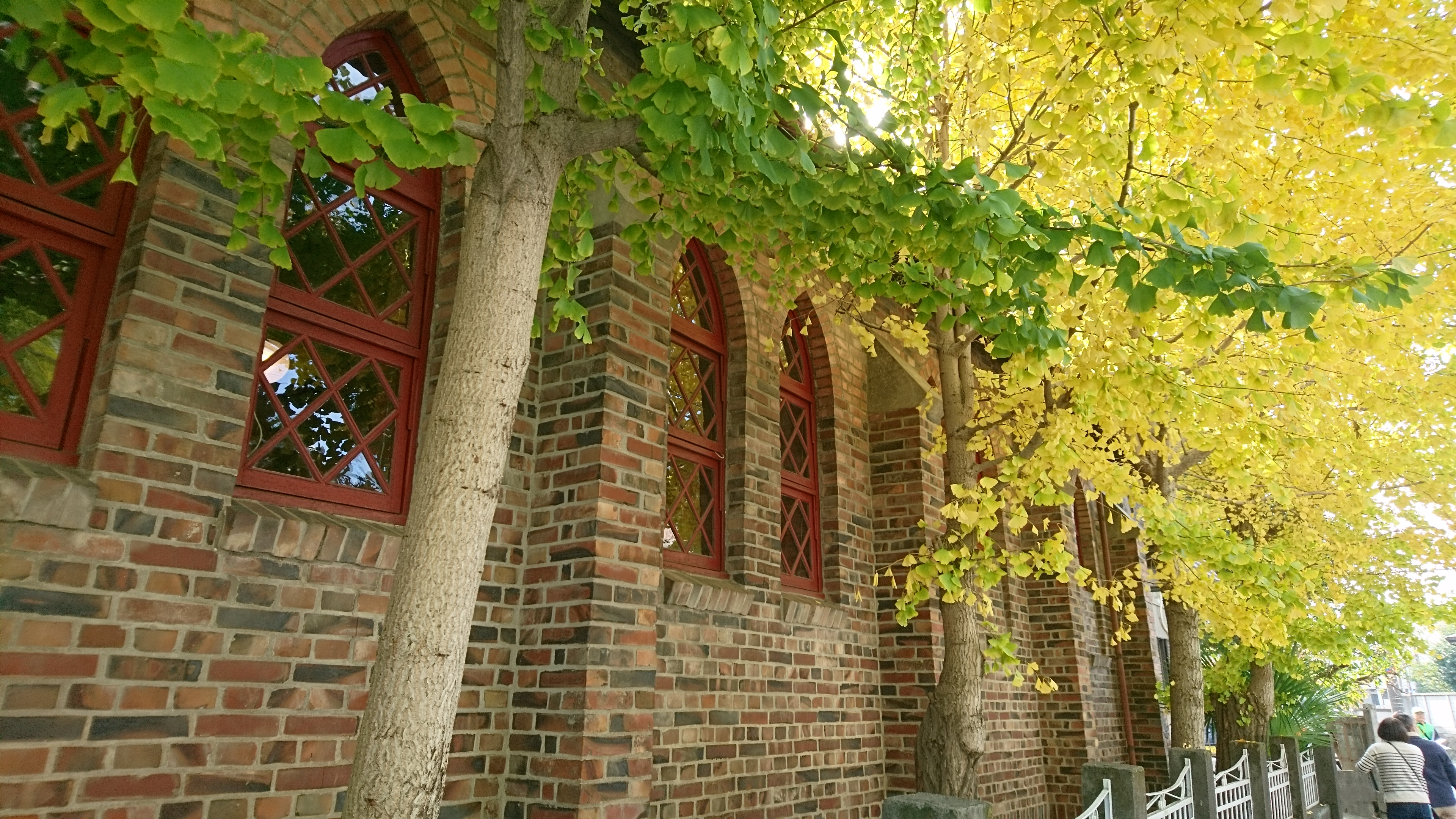
教会外壁

1919年（大正8年）竣工。深谷で作られたレンガを使用したゴシック様式の礼拝堂である。平屋の単廊式会堂で、外壁の要所に尖頭アーチ窓とバットレスを配置する。南北壁に設けられた三連窓は、三位一体を表現している。東の北端に鐘塔が建ち、下層は玄関ポーチとなっている。内装は、煉瓦の壁に木造のシザーストラスが架かる建物の構造をそのまま見ることができる。屋根は創建時は洋瓦であったが、現在では日本瓦に葺き替えられている。
設計者は、立教大学礼拝堂および校舎や、日本聖公会川越キリスト教会を手掛けた建築家であるウィリアム・ウィルソン。
建築面積141平方メートル、桁行約16メートル、梁行約7メートル。

## 文化財
熊谷聖パウロ教会の礼拝堂と門は、ともに1919年（大正8年）の建造である。2005年（平成17年）11月10日、国の登録有形文化財に登録された。
- 礼拝堂（登録名称：日本聖公会熊谷聖パウロ教会礼拝堂）

焼過の煉瓦を効果的に用いた教会建築であり、造形の規範となるものとして登録された。
- 門（登録名称：日本聖公会熊谷聖パウロ教会門）

間口4.5メートルで、内寸法は2.2メートル。鐘塔を兼ねる礼拝堂玄関ポーチに対応した場所にあり、東側に脇門がある。レンガ造りの門柱の根積部との境に柾立ての層を挟む構造で、礼拝堂とあわせたレンガ積みの構造に特徴がみられる。

## 祭祀
- 聖餐式[4]
第4日曜日を除く日曜日　午前10時30分から[4]
- 御言葉の礼拝
第4日曜日　午前10時30分から[4]

## 基本情報
- 所在地
埼玉県熊谷市宮町1-139
- アクセス
熊谷駅より徒歩15分[11]